# ماري كاثرين كرولي
ماري كاثرين كرولي (بالإنجليزية: Mary Catherine Crowley)‏ (28 نوفمبر 1856، بوسطن في الولايات المتحدة - 4 مايو 1920)؛ كاتبة للأطفال وروائية أمريكية.